# Elin Svensson (politiker)
Elin Teresia Andrea Svensson, född 19 oktober 1909 i Mölndal, död 1 maj 1972 i Göteborg, var en svensk textilarbetare och fackligt aktiv socialdemokratisk kommunpolitiker i Göteborg.

## Biografi
Elin Svensson var dotter till smedmästare Karl Alfred Andreasson och Amalia Bernhardina. Föräldrarna var starkt religiösa och ointresserade av politik. Dotterns sociala engagemang väcktes i skolan, där hon hade fem klasskamrater som var barnhemsbarn. Eftersom de inte hade råd att köpa en penna för fem öre fick de gå fram till katedern och hämta, varför de kallades fattigpennor. I hela sitt liv avskydde Elin Svensson tanken att någon skulle diskrimineras för att föräldrarna hade för litet pengar. Om hennes egen familj hade haft råd skulle hon ha studerat vidare. I stället började hon på Krokslätts fabriker, senare Jakobsdals kamgarnsspinneri, där mamman var textilarbetare. Mellan 1950 och 1972 var hon gift med speditionsförman Henning Valdemar Svensson.
Elin Svenssons fackliga arbete började på Krokslätts fabriker, där hon arbetade fram till sin död. Hon blev klubbordförande på fabriken, ett uppdrag som hon behöll även när hon fick flera andra och tyngre fackliga och politiska uppdrag. År 1956 blev hon ledamot av styrelsen för Svenska textilarbetareförbundet, året därpå sekreterare i Göteborgs Fackliga Centralorganisation (FCO) och 1958 ordförande i Svenska textilarbetareförbundets avd. 5 i Göteborg. Åren 1958–1959 var hon tillfälligt anställd som kontaktkvinna på Arbetsmarknadsstyrelsen för att utreda situationen för dem som förlorat sitt arbete på grund av krisen inom den svenska tekoindustrin.
År 1960 blev Elin Svensson ledamot av den tiomannautredning som tillsatts med anledning av överenskommelsen mellan LO och SAF om att de speciella lönetarifferna (det vill säga lägre löner) för kvinnor skulle försvinna inom en femårsperiod. Hon representerade textilarbetarna och var den enda i kommittén som var direkt verksam i produktionen. Elin Svensson var ordförande i Göteborgs FCO:s kvinnokommitté och ledamot av  men såg sig inte som kvinnosakskvinna, hon var arbetare och socialist. ”Män eller kvinnor, det skiljer jag inte på. Jag kallar alla arbetare”, sade hon apropå att hon var ordförande för FCO, med huvudsakligen män som medlemmar. Hon blev organisationens första kvinnliga ordförande 1971.
Vid årsskiftet 1971–1972 gick Textils avd. 5, som Elin Svensson var ordförande för, ihop med Beklädnadsarbetarnas förbunds göteborgsavdelning och hon blev ordförande för den nya storavdelningen. Hennes timlön som textilarbetare var då 9 kronor och 55 öre.
Även om Elin Svenssons engagemang i första hand gällde fackliga frågor innehade hon också en mängd förtroendeuppdrag inom kommunalpolitiken, till exempel i hälsovårdsnämnden, i Allmänna försäkringskassans styrelse och i styrelsen för det kommunala bostadsbolaget Familjebostäder. Från 1955 var hon ledamot av stadsfullmäktige.
I slutet av april 1972 omvaldes Elin Svensson som ordförande för FCO i Göteborg. Några dagar senare var hon med vid en uppvaktning vid amerikanska ambassaden i Stockholm för att protestera mot bombningarna i Vietnam. Den 1 maj gick hon i socialdemokraternas demonstration, från Järntorget till Götaplatsen. Huvudtalare var Tage Erlander och Elin Svensson skulle ha inlett mötet och hälsat honom välkommen. Så blev det inte då Elin Svensson drabbades av en hjärtattack och avled genast.
Elin Svenssons Gata i Lundbyvassen uppkallades 1991 efter henne. Elin Svensson är begravd på Lundby nya kyrkogård i Göteborg.